# Vaseyochloa
Vaseyochloa é um género botânico pertencente à família Poaceae.